# Somogyfajsz
Somogyfajsz es un pueblo ubicado en el distrito de Kaposvár, en el condado de Somogy, Hungría.

## Superficie
Posee una superficie de 18,26 kilómetros cuadrados.

## Demografía
Hasta 2019 la población era de 529 habitantes, con una densidad de población de 28,97 habitantes por kilómetro cuadrado.